# Хуан-Лао
Хуан-Лао (黃老 Huáng-Lǎo) - впливова інтелектуальна течія у Китаї доімперського та раннєімперського періоду, що отримала назву за двома видатними фігурами давнини: Хуан-ді та Лао-цзи. Поєднує елементи легізму та даосизму. Набула великого поширення при імперському дворі ранньої династії Хань (правління Вень-ді та Цзін-ді, 2 с. до н.е.).
Вивчення традиції Хуан-Лао отримало новий поштовх завдяки археологічним відкриттям другої половини 20 сторіччя, перш за все розкопкам Мавандуй.